# Динамо (Батумі)
«Дина́мо» (груз. დინამო ბათუმი) — грузинський футбольний клуб з міста Батумі.

## Досягнення
- Чемпіон Грузинської РСР
  - 1938, 1940
- Чемпіон Грузії
  - 2021, 2023
- Срібний призер чемпіонату Грузії
  - 1997/98, 2014/15, 2019, 2020
- Кубок Грузії
  - Володар кубка: 1998
  - Фіналіст кубка: 1993, 1995, 1996, 1997, 2023
- Володар суперкубка Грузії
  - 1998, 2022

## Виступи в єврокубках
| Сезон   | Змагання               | Раунд | Клуб               | Вдома  | На виїзді | Разом |
| ------- | ---------------------- | ----- | ------------------ | ------ | --------- | ----- |
| 1995–96 | Кубок володарів кубків | КР    | Обилич             | 2–2    | 1–0       | 3–2   |
| 1995–96 | Кубок володарів кубків | 1Р    | Селтік             | 2–3    | 0–4       | 2–7   |
| 1996–97 | Кубок володарів кубків | КР    | ГБ Торсгавн        | 6–0    | 3–0       | 9–0   |
| 1996–97 | Кубок володарів кубків | 1Р    | ПСВ                | 1–1    | 0–3       | 1–4   |
| 1997–98 | Кубок володарів кубків | КР    | Арарат Єреван      | 0–3    | 2–0       | 2–3   |
| 1998–99 | Кубок володарів кубків | КР    | Партизан           | 1–0    | 0–2       | 1–2   |
| 2015–16 | Ліга Європи            | 1КР   | Омонія             | 1–0    | 0–2       | 1–2   |
| 2017–18 | Ліга Європи            | 1КР   | Ягеллонія Білосток | 0–1    | 0–4       | 0–5   |
| 2020–21 | Ліга Європи            | 1КР   | Хапоель Беер-Шева  | —      | 0–3       | —     |
| 2021–22 | Ліга конференцій       | 1КР   | Тре Пенне          | 3–0    | 4–0       | 7–0   |
| 2021–22 | Ліга конференцій       | 2КР   | БАТЕ               | 0–1    | 4–1       | 4–2   |
| 2021–22 | Ліга конференцій       | 3КР   | Сівасспор          | 1–2    | 1–1 дч    | 2–3   |
| 2022–23 | Ліга чемпіонів         | 1КР   | Слован Братислава  | 1–2 дч | 0–0       | 1–2   |
| 2022–23 | Ліга конференцій       | 2КР   | Лех Познань        | 1–1    | 0–5       | 1–6   |
| 2023–24 | Ліга конференцій       | 1КР   | Тирана             | 1–2    | 1–1       | 2–3   |
| 2024–25 | Ліга чемпіонів         | 1КР   | Лудогорець         | 1–0    | 1–3       | 2–3   |
| 2024–25 | Ліга конференцій       | 2КР   | Дечич              | 0–2    | 0–0       | 0–2   |

## Відомі гравці
- Анатолій Тимофєєв
- Хвіча Кварацхелія